# Чемпионат мира по плаванию в ластах 1992
6-й чемпионат мира по плаванию в ластах проводился в Афинах с 17 по 24 августа 1992 года.

## Распределение наград
| Место | Страна  | Золото | Серебро | Бронза | Всего |
| ----- | ------- | ------ | ------- | ------ | ----- |
| 1     | Китай   | 11     | 9       | 3      | 23    |
| 2     | Россия  | 8      | 9       | 9      | 26    |
| 3     | Дания   | 2      | 0       | 0      | 2     |
| 4     | Украина | 1      | 2       | 7      | 10    |
| 5     | Венгрия | 0      | 1       | 1      | 2     |
| 6     | Франция | 0      | 1       | 0      | 1     |
| 7     | Польша  | 0      | 0       | 1      | 1     |
| 7     | Эстония | 0      | 0       | 1      | 1     |
| Всего | Всего   | 22     | 22      | 22     | 66    |

## Медалисты

### Мужчины
| Дисциплина         | Золото                                                                                 | Золото   | Серебро                                                                   | Серебро  | Бронза                                                                       | Бронза   |
| ------------------ | -------------------------------------------------------------------------------------- | -------- | ------------------------------------------------------------------------- | -------- | ---------------------------------------------------------------------------- | -------- |
| 50 м ныряние       | Фу Зубин · Китай                                                                       | 15.22    | Лю Сюирон · Китай                                                         | 15.52    | Олег Ананьев · Украина                                                       | 15.94    |
| 100 м              | Сергей Ахапов · Россия                                                                 | 37.12    | Фу Зубин · Китай                                                          | 38.08    | Константин Кудряев · Россия                                                  | 38.18    |
| 200 м              | Константин Кудряев · Россия                                                            | 1:24.91  | Сергей Ахапов · Россия                                                    | 1:25.52  | Станислав Предко · Украина                                                   | 1:29.34  |
| 400 м              | Константин Кудряев · Россия                                                            | 3:07.62  | Константин Аксёнов · Россия                                               | 3:14.18  | Алексей Смирнов · Россия                                                     | 3:15.04  |
| 800 м              | Алексей Смирнов · Украина                                                              | 6:42.42  | Богдан Лящук · Украина                                                    | 6:43.16  | Михаил Чернов · Россия                                                       | 6:44.49  |
| 1500 м             | Константин Аксёнов · Россия                                                            | 12:53.27 | Михаил Чернов · Россия                                                    | 12:57.21 | Алексей Смирнов · Украина                                                    | 13:57.31 |
| 100 м с аквалангом | Лю Сюирон · Китай                                                                      | 34.02    | Фу Зубин · Китай                                                          | 34.29    | Алексей Миронов · Россия                                                     | 35.63    |
| 400 м с аквалангом | Бо Якобсен · Дания                                                                     | 2:54.14  | Алексей Миронов · Россия                                                  | 2:54.18  | Александр Зубрич · Россия                                                    | 2:58.61  |
| 800 м с аквалангом | Бо Якобсен · Дания                                                                     | 6:10.06  | Александр Зубрич · Россия                                                 | 6:17.78  | Алексей Миронов · Россия                                                     | 6:23.92  |
| эстафета 4×100 м   | Сергей Ахапов · Анатолий Натэй-Голенко · Алексей Миронов · Константин Кудряев · Россия | 2:30.88  | Фу Зубин · L. Jun · W. Hui · Лю Сюирон · Китай                            | 2:33.18  | Олег Иваницкий · Евгений Яковлев · Станислав Предко · Олег Ананьев · Украина | 2:37.03  |
| эстафета 4×200 м   | Александр Зубрич · Алексей Миронов · Сергей Ахапов · Константин Кудряев · Россия       | 5:47.45  | Д. Захарчук · Станислав Предко · Алексей Смирнов · Олег Ананьев · Украина | 6:04.60  | Фу Зубин · L. Jun · L. Ze · W. Hui · Китай                                   | 6:05.65  |

### Женщины
| Дисциплина         | Золото                                                                     | Золото   | Серебро                                                                       | Серебро  | Бронза                                                               | Бронза   |
| ------------------ | -------------------------------------------------------------------------- | -------- | ----------------------------------------------------------------------------- | -------- | -------------------------------------------------------------------- | -------- |
| 50 м ныряние       | Шию Чжэн · Китай                                                           | 17.26    | Чэнь Лянцяо · Китай                                                           | 17.40    | Лариса Бутенко · Россия                                              | 17.45    |
| 100 м в ластах     | Лариса Бутенко · Россия                                                    | 42.98    | Шию Чжэн · Китай                                                              | 43.08    | Фу Сяоюнь · Китай                                                    | 43.61    |
| 200 м в ластах     | Чао Чэн · Китай                                                            | 1:37.04  | Ольга Моисеева · Россия                                                       | 1:37.18  | Ирина Егорушкина · Россия                                            | 1:38.09  |
| 400 м в ластах     | Чао Чэн · Китай                                                            | 3:27.89  | Ирина Егорушкина · Россия                                                     | 3:29.44  | Ева Фабо · Венгрия                                                   | 3:30.01  |
| 800 м в ластах     | Фан Цзинь · Китай                                                          | 7:12.40  | Ева Фабо · Венгрия                                                            | 7:16.82  | Кристина Нурк · Эстония                                              | 7:25.63  |
| 1500 м в ластах    | Фан Цзинь · Китай                                                          | 14:00.53 | Мириам Виллетт · Франция                                                      | 14:12.77 | W. Yuhua · Китай                                                     | 14:14.92 |
| 100 м с аквалангом | Сяоюнь Фу · Китай                                                          | 38.34    | Чжэн Шию · Китай                                                              | 38.42    | Лариса Бутенко · Россия                                              | 39.83    |
| 400 м с аквалангом | Чао Чэн · Китай                                                            | 3:13.92  | Наталья Дячкина · Россия                                                      | 3:17.67  | Эльсбета Краковяк · Польша                                           | 3:27.88  |
| 800 м с аквалангом | Чао Чэн · Китай                                                            | 6:39.75  | Фан Цзинь · Китай                                                             | 6:44.09  | Наталья Дячкина · Россия                                             | 6:56.87  |
| эстафета 4×100 м   | Ирина Егорушкина · Оксана Кийко · Ольга Моисеева · Лариса Бутенко · Россия | 2:54.55  | Сяоюнь Фу · Лянцзяо Чэн · J.Min · Шию Чжэн · Китай                            | 2:54.60  | Юлия Семенченко · Светлана Колдоба · О. Мищук · Е. Жвакина · Украина | 3:05.09  |
| эстафета 4×200 м   | Шию Чжэн · Сяоюнь Фу · J.Min · Чао Чэн · Китай                             | 6:31.04  | Ирина Егорушкина · Оксана Кийко · Ольга Моисеева · Наталья Музыченко · Россия | 6:31.13  | Юлия Семенченко · Светлана Колдоба · О. Мищук · Е. Жвакина · Украина | 6:50.78  |